# ネーブルオレンジ
ネーブルオレンジ（英: Navel Orange、学名: Citrus sinensis var. brasiliensis）は、柑橘類でオレンジの一種。果頂部にへそ (navel)に似た窪みがあることからこう呼ばれる。冬から春にかけて多く流通し、生食やジュースに利用される。別名、ネーブル、アマダイダイ。

## 概要
バレンシアオレンジと並ぶよく知られた、早生のスイートオレンジである。旬は3月から4月。果実は球形から長めの球形で、250 - 300グラム (g) ほどで芳香がある。バレンシアオレンジは酸味が強いのに対し、ネーブルオレンジは甘味と酸味のバランスがよく、バレンシアオレンジよりも生食に適している。
日本ではカリフォルニア産が多く輸入されるほか、国内生産も盛んで、オレンジ類としては国内で最も生産量が多い。広島県、和歌山県、静岡県、愛媛県が主産地で、特に広島県瀬戸田町が一大産地として知られる。また枝変わりの品種も育てられ、静岡県産の「白柳ネーブル」や「森田ネーブル」などの品種が人気である。日本における2010年の収穫量は6,339 トンであり、その内訳は広島県33%、静岡県25%、和歌山県17%である。

## 品種
ネーブルオレンジの品種には、「ワシントン (washington) 」「トムソン (tomson) 」「ナベラーテ (navelate) 」「バイアニーニャ (bihianinha) 」「鈴木」「丹下」「清家」「福本」「楠本」「村上寅」などがある。
カリフォルニアのすべてのワシントン種は、1873年にワシントンD.Cにあるアメリカ農務省の温室から送られた2本の苗木が元となっている。カリフォルニアのオレンジ産業の基礎を築いた親木は、国定歴史建造物に指定されている。

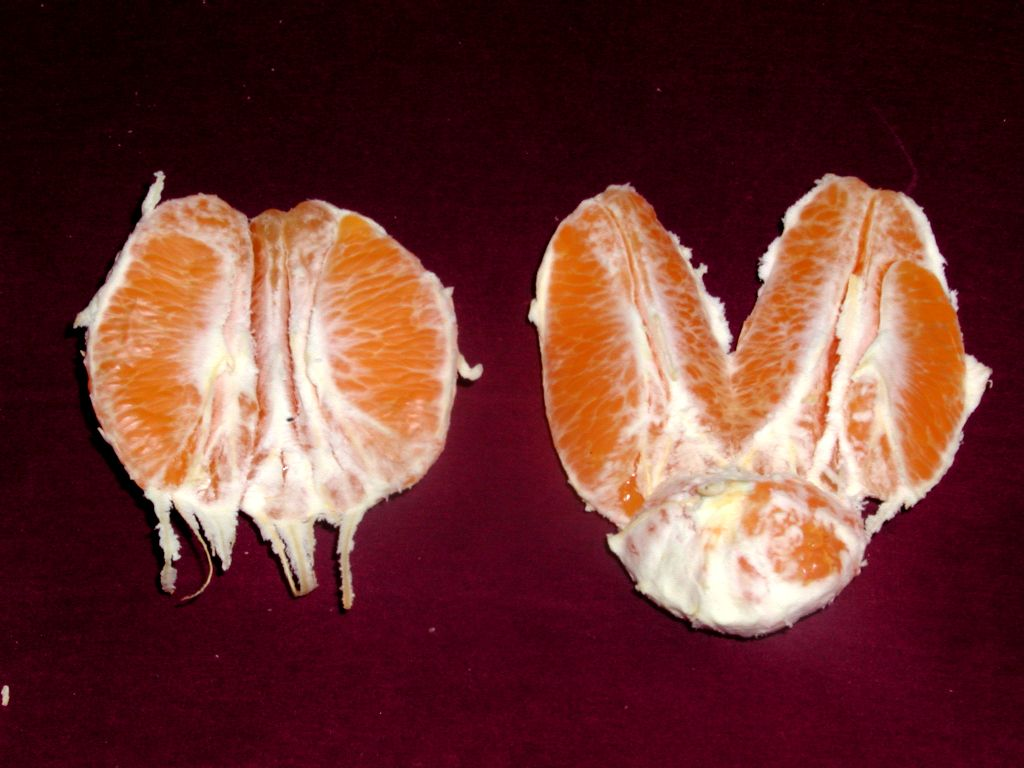
ネーブルオレンジ